# Charli Baltimore
Charli Baltimore, geboren als Tiffany Lane (Philadelphia (Pennsylvania), 16 augustus 1974), is een Amerikaanse rapper.
Ze heeft een Duitse vader en een Afrikaans-Amerikaanse moeder. Nadat zij slaagde aan het Pierce College in Philadelphia, werd zij een gecertificeerd rechtbankmedewerkster. Zij heeft twee dochters, India en Sianni.
In 1995 ontmoette Charli de later vermoorde rapper Notorious B.I.G. en werd zijn protegee. Ze debuteerde met de hit Money op de soundtrack van de film Woo. In deze tijd was Baltimore onder contract bij Lance Rivea's Untertainment Recording Label (vroeger Undeas Records).
Na een periode van vijf jaar minder actief te zijn geweest kwam Baltimore in 2001 onder contract bij Murder Inc. Records (later The Inc) van Irv Gotti en Ja Rule. Sindsdien heeft zij haar opwachting gemaakt in allerlei videoclips, zoals Ja Rules The Pledge, Down 4 U, Down Ass Chick en Rain On Me (Remix). In 2002 ontving zij een Grammy Award-nominatie voor Best Female Rap Solo Performance (Beste vrouwelijke rap solo uitvoering) voor haar single Diary. Ze raakte daarna betrokken bij de hiphop- en rapgroep Black Wall Street van The Game en heeft gezongen in het lied Swallow That Slug.
Terwijl begin 2005 naar buiten kwam dat het contract van Baltimore bij Murder Inc. vervallen was en zij het platenlabel verlaten had, liet Murder Inc. op 24 januari 2008 weten dat zij weer terug is, met een track genaamd Lose It.